# 제러미 시스토
제러미 시스토(Jeremy Sisto, 1974년 10월 6일 ~ )는 미국의 배우, 영화 제작자이다.

## 출연 작품

### 영화
- 그랜드 캐년 (1991)
- 하이드어웨이 (1995)
- 클루리스 (1995)
- 문라이트 앤 발렌티노 (1995)
- 화이트 스콜 (1996)
- 플래닝 하트 (1998)
- 돈스 플럼 (2001)
- 엔젤 아이즈 (2001)
- 메이 (2002)
- 13살의 반란 (2003)
- 데드 캠프 (2003)
- 데드 & 브렉퍼스트 (2004)
- 이유있는 반항 (2004)
- Paranoia 1.0 (2004)
- 우리, 사랑일까요? (2005)
- 인구수 436 (2006)
- 언노운 (2006)
- 웨이트리스 (2007)
- 저스티스 리그: 더 뉴 프런티어 (2008) - 목소리
- 로봇 앤 프랭크 (2012)
- 브레이크 포인트 (2014)
- 배트맨 대 로빈 (2015) - 목소리
- 행맨 (2015)
- 아더 사이드 오브 도어: 악령의 문 (2016)
- 페르디난드 (2017) - 목소리
- 겨울왕국 2 (2019) - 목소리

### 텔레비전
- 러그래츠 (1997) - 애니메이션
- 식스 핏 언더 (2001-05)
- 도슨의 청춘일기 (2003)
- 펑크드 (2004) - 본인
- 월드 포커 투어 (2005) - 본인
- 아메리칸 대드! (2006-15) - 애니메이션
- 키드냅 (2006-07)
- 넘버스 (2007)
- 로앤오더: 범죄 전담반 (2007-10)
- 새터데이 나이트 라이브 (2010) - 본인
- 서버가토리 (2011-14)
- 헬's 키친 (2013) - 본인
- 롱 로드 홈 (2017)
- FBI (2018-현재)
- 로봇 치킨 (2020) - 애니메이션
- FBI: 모스트 원티드 (2020)
- FBI: 인터내셔널 (2021-22)